# Costituzione della Slovenia
La Costituzione della Slovenia (in sloveno: Ustava Republike Slovenije) fu adottata dall'Assemblea nazionale slovena (Državni zbor) il 23 dicembre 1991. Il documento è diviso in dieci capitoli:
1. Disposizioni generali
2. Diritti umani e libertà fondamentali
3. Relazioni economiche e sociali
4. Organizzazione dello stato
5. Autonomia
6. Finanza pubblica
7. Costituzionalità e legalità
8. La Costituzionale Corte
9. Procedure per emendamenti alla Costituzione
10. Disposizioni transitorie e finali

La Costituzione è stata cambiata in quattro in realtà 9 occasioni:
- Il 14 luglio 1998 fu permessa ai cittadini stranieri la proprietà di beni in Slovenia come conseguenza della convergenza verso l'Unione europea; questa decisione fa parte del cosiddetto Compromesso spagnolo.
- Il 25 luglio 2001 il sistema di voto proporzionale fu inserito nella Costituzione per evitare la minaccia del blocco legale, sorta dopo che l'Assemblea nazionale non aveva approvato la legge elettorale in accordo ai risultati confusi del referendum, nel quale nessuno dei tre sistemi di voto proposti aveva raggiunto la maggioranza assoluta dei voti. La Corte Costituzionale slovena decretò che doveva essere approvata la legge corrispondente all'opzione che aveva raggiunto la maggioranza relativa. Negli eventi che seguirono cambiare la Costituzione sembrò essere una buona via di fuga dallo status quo.
- Il 7 marzo 2003 la Costituzione fu cambiata per permettere alla Slovenia di entrare nell'Unione europea e nella NATO, se questo fosse stato il volere dei cittadini; i cittadini si espressero favorevolmente nel referendum del successivo 23 marzo.
- Il 23 giugno 2004 si effettuarono tre ritocchi alla Costituzione. Il primo emendamento incluse i disabili fra coloro che non possono essere discriminati nel campo dei diritti umani e delle libertà fondamentali. Il secondo introdusse le quote per le elezioni nazionali e locali, in modo da promuovere l'uguaglianza dei sessi. Il terzo menzionava esplicitamente il diritto alla pensione come parte dei diritti alla sicurezza sociale.